# HNKオラシエ
HNKオラシエ（HNK Orašje）は、ボスニア・ヘルツェゴビナのオラシエをホームタウンとするサッカークラブである。

## 歴史
1996年7月20日に創設された。
2006年にボスニア・ヘルツェゴビナカップで優勝し、UEFAカップ 2006-07に出場した。

## 獲得タイトル
- ボスニア・ヘルツェゴビナカップ：1回
  - 2005-06

## 歴代監督
- マト・ネレトリャク 2015-2016, 2017-

## 歴代所属選手
- マト・ネレトリャク 1999-2000
- ダルコ・マティッチ 2004-2005